# Cantonul Orange-Ouest
Cantonul Orange-Ouest este un canton din arondismentul Avignon, departamentul Vaucluse, regiunea Provence-Alpes-Côte d'Azur, Franța.

## Comune
- Caderousse: 2 496 locuitori
- Châteauneuf-du-Pape: 2 078
- Orange: 14 181 (parțial, reședință)
- Piolenc: 4 296